# Labret
Un labret es una forma de perforación corporal. Tomado literalmente, es cualquier tipo de adorno que se adhiere al labio (labrum). Sin embargo, el término generalmente se refiere a un piercing que está debajo del labio inferior, encima del mentón. A veces se le conoce como un "pilar de la lengua" o un "piercing en el alma".

## Pronunciación
La pronunciación tradicional de labret en antropología es /l eɪ b r ə t / LAY -brət . Se deriva del latín labrum "labio" y el sufijo diminutivo -et. Sin embargo, muchos en la industria de perforación de cuerpo le dan la pronunciación pseudo-francesa /l ɒ b r eɪ / lo-BRAY, aunque la palabra francesa es, de hecho, tomado del inglés.

## Antropología

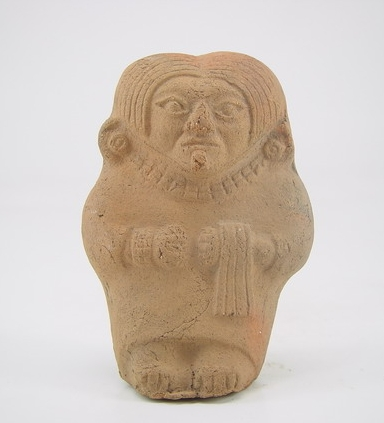
Figurilla de la cultura Moche representando a una mujer con labret. Colección del Museo Larco. Lima, Perú

El labret era una perforación tradicional entre los indios de la costa noroeste de Estados Unidos, donde estaba relacionado con el estatus social: 

"access to labrets. After 3,000 BP, a divergence in labret wear in north and south coasts. In the north from 1500 - 3500 BP, more labrets worn by males. After 1500 BP, labrets worn by females. In the south, between 2000 - 3500 BP, worn by males and females, but from 2000 BP on, labrets generally disappear and are replaced by cranial deformation by free males and females of whatever class (e.g. elite or commoner). So, for 4,000 years on the northwest coast, it was important to distinguish certain individuals in a very direct manner; either by cranial deformation or by labret wear. Gender and geographical region may also be identified by these methods.
acceso a labrets. Después de 3.000 AP, una divergencia en el desgaste de labret en las costas norte y sur. En el norte desde 1500 hasta 3500 AP, más labrets usados por hombres. Después de 1500 AP, labrets usados por las mujeres. En el sur, entre 2000 - 3500 AP, usado por hombres y mujeres, pero a partir de 2000 AP, los labrets generalmente desaparecen y son reemplazados por deformación craneal por hombres y mujeres libres de cualquier clase (por ejemplo, élite o plebeyo). Entonces, durante 4,000 años en la costa noroeste, fue importante distinguir a ciertos individuos de una manera muy directa; ya sea por deformación craneal o por desgaste labret. El género y la región geográfica también pueden identificarse mediante estos métodos.

Cuando se hacía una máscara para representar a alguien de alto estatus, esa máscara también tendría un labret. 
El uso de labrets se observó ampliamente entre las mujeres tlingit de alto estatus en el momento de la llegada de los europeos y estadounidenses al sureste de Alaska. El término ruso para los Tlingit, Koloshi, es una forma derivada de la palabra Aluutiq para labret.
Basado en el análisis de la historia y el contexto social del labret (tapón labial) en la costa noroeste de Columbia Británica durante los últimos 5,000 años, Marina LaSalle afirma que "mientras que las simples correlaciones del labret con 'status' y 'género' no son mal, sin embargo, traicionan la complejidad de la ornamentación corporal que, aunque se manifiesta materialmente, es altamente contextual" y que "el labret es un símbolo y una expresión de identidad social que sigue teniendo un significado significativo para los descendientes de esta herencia".

## Tipos de labret

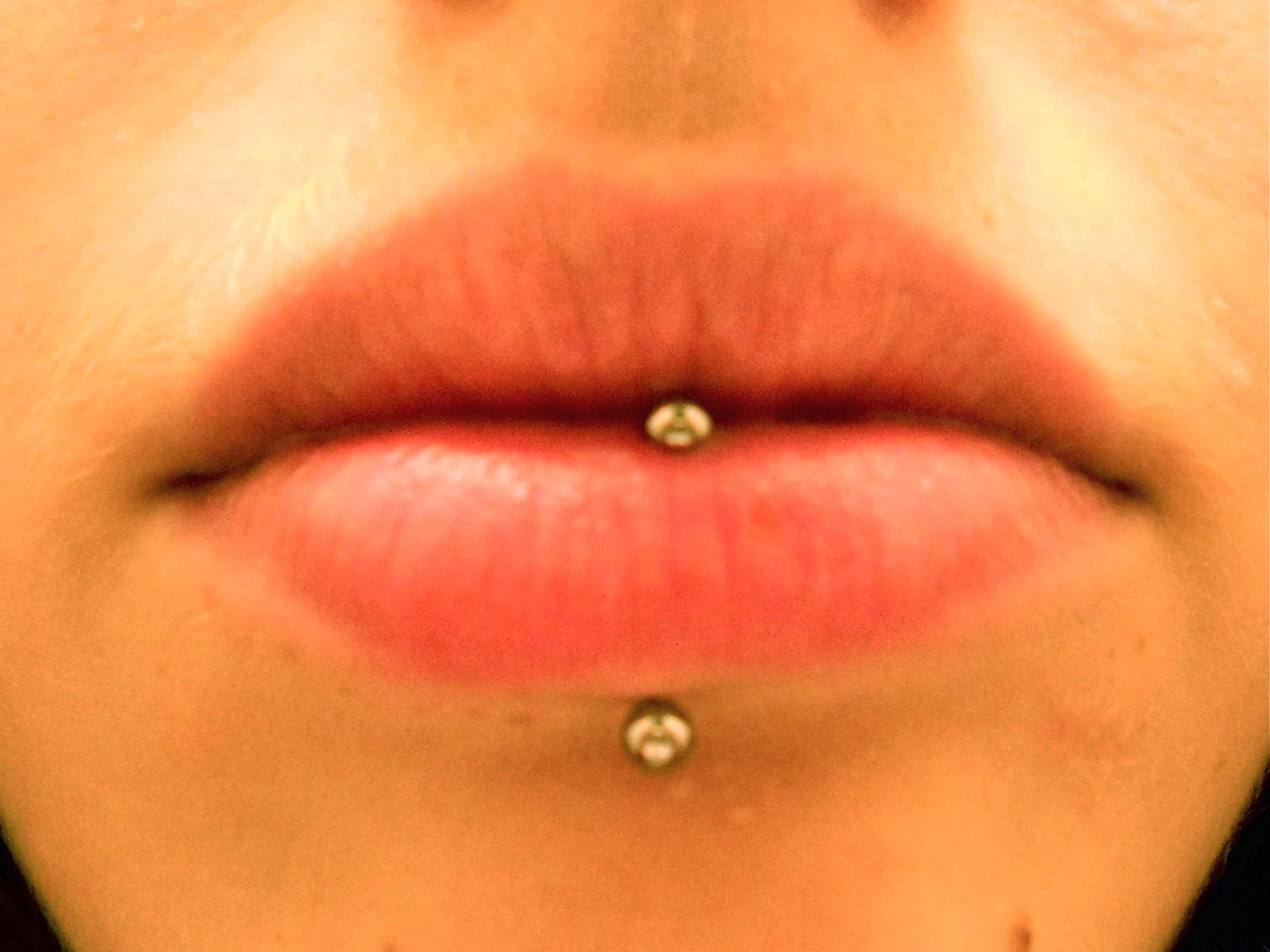
Labret vertical

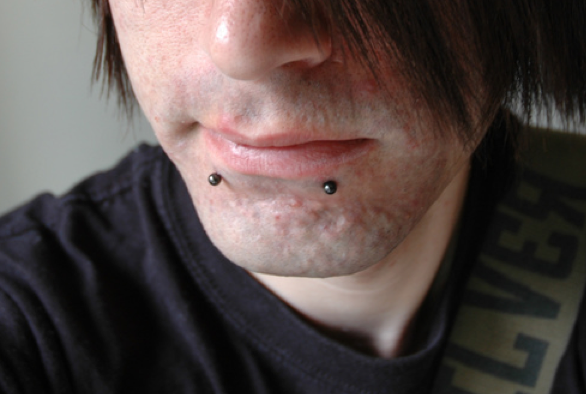
Picaduras de serpiente

En los estilos contemporáneos, hay diferentes variaciones de labret basadas precisamente en el lugar donde se coloca el pirsin en el labio inferior. Estos incluyen un labret vertical (perforado con una barra curva a través de la parte superior del labio inferior en lugar de delante del tejido del labio), mordeduras de serpientes (perforaciones duales muy juntas que recuerdan colmillos), mordeduras de araña (perforaciones duales muy juntas en el mismo lado de la cara), y un lowbret, que se coloca lo más bajo posible hacia la barbilla. La perforación inicial generalmente se realiza en 1.2, 1.6 o 2.0 mm de diámetro. Después de la curación inicial, el pirsin puede estirarse (gradualmente) más. Algunas personas optan por estirar a tamaños superiores a 10   mm, y las joyas que se usan en estos tamaños más grandes suelen ser un 'tapón labret' redondo u ovalado. 